# Jacques Sautereau
Marie Maurice Jacques Alfred Sautereau (* 7. September 1860 in Louveciennes; † 23. November 1936 in Saint-Mandé) war ein französischer Krocketspieler.

## Biografie
Jacques Sautereau nahm an den Olympischen Sommerspielen 1900 in Paris teil. Im Krocket-Einzel mit zwei Kugeln belegte er den dritten Platz. Das Einzel mit einer Kugel konnte er nicht beenden.
Neben Sautereau nahmen auch seine Cousinen Marie Ohier und Jeanne Filleul-Brohy sowie sein Cousin Marcel Haëntjens an den Krocketwettbewerben teil. Marcel Haëntjens nahm zudem noch an den Reitwettbewerben teil.